# Chiesa di Sant'Agata (Ferrara)
La chiesa di Sant'Agata è una chiesa scomparsa di Ferrara.

## Storia
Chiesa parrocchiale documentata già dal 1078, retta in principio dai francescani, fino a quando non costruirono la chiesa che era nei pressi dell'attuale chiesa di San Francesco.
La chiesa di Sant'Agata fu distrutta a partire dal 1598 per fare spazio alla fortezza pontificia, la sua ubicazione corrispondeva all'attuale "Rione Giardino", nei pressi dello Stadio, in via Ortigara.